# Zdedy
Zdedy (deutsch Sdeden, 1938 bis 1945 Stettenbach) ist ein Dorf in der polnischen Woiwodschaft Ermland-Masuren und gehört zur Gmina Ełk (Landgemeinde Lyck) im Powiat Ełcki (Kreis Lyck).

## Geographische Lage
Zdedy liegt am Ostufer des Sdeder Sees (1938 bis 1945 Stettenbacher See, polnisch Jezioro Zdedy) im südlichen Osten der Woiwodschaft Ermland-Masuren, 13 Kilometer südwestlich der Kreisstadt Ełk (Lyck).

## Geschichte
Das kleine bis 1938 Sdeden genannte Dorf wurde 1516 erstmals erwähnt. Zwischen 1874 und 1945 war es in den Amtsbezirk Baitkowen (polnisch Bajtkowo) eingegliedert, der – 1938 in „Amtsbezirk Baitenberg“ umbenannt – zum Kreis Lyck im Regierungsbezirk Gumbinnen (ab 1905: Regierungsbezirk Allenstein) in der preußischen Provinz Ostpreußen gehörte. Im Jahre 1910 zählte Sdeden 162 Einwohner.
Aufgrund der Bestimmungen des Versailler Vertrags stimmte die Bevölkerung im Abstimmungsgebiet Allenstein, zu dem Sdeden gehörte, am 11. Juli 1920 über die weitere staatliche Zugehörigkeit zu Ostpreußen (und damit zu Deutschland) oder den Anschluss an Polen ab. In Sdeden stimmten 120 Einwohner für den Verbleib bei Ostpreußen, auf Polen entfielen keine Stimmen.
Am 30. September 1928 vergrößerte sich Sdeden um den Nachbarort Rymken (1938 bis 1945 Riemken, polnisch Rymki), der eingemeindet wurde. Die Einwohnerzahl stieg somit bis 1933 auf 175.
Aus politisch-ideologischen Gründen der Abwehr fremdländisch klingender Ortsnamen wurde Sdeden am 3. Juni (amtlich beglaubigt am 16. Juli) des Jahres 1938 in „Stettenbach“ umbenannt. Die Einwohnerzahl lag 1939 bei 160.
In Kriegsfolge kam das Dorf 1945 mit dem gesamten südlichen Ostpreußen zu Polen und trägt seither die polnische Namensform „Zdedy“. Es ist heute in das Schulzenamt (polnisch Sołectwo) Białojany (deutsch Biallojahnen, 1938 bis 1945 Weißhagen) einbezogen und somit eine Ortschaft im Verbund der Gmina Ełk (Landgemeinde Lyck) im Powiat Ełcki (Kreis Lyck), bis 1998 der Woiwodschaft Suwałki, seitdem der Woiwodschaft Ermland-Masuren zugehörig.

## Kirche
Bis 1945 war Sdeden resp. Stettenbach in die evangelische Kirche Baitkowen in der Kirchenprovinz Ostpreußen der Kirche der Altpreußischen Union sowie in die römisch-katholische Kirche St. Adalbert in Lyck im Bistum Ermland eingepfarrt.
Heute gehört Zdedy katholischerseits zur Pfarrei Bajtkowo (deutsch Batkowen, 1938 bis 1945 Baitenberg) im Bistum Ełk der Römisch-katholischen Kirche in Polen. Die evangelischen Einwohner halten sich zur Kirchengemeinde in der Kreisstadt Ełk (Lyck), einer Filialgemeinde der Pfarrei Pisz (deutsch Johannisburg) in der Diözese Masuren der Evangelisch-Augsburgischen Kirche in Polen.

## Verkehr
Zdedy liegt an der Nebenstraße 1864N, die von der Kreisstadt Ełk durch die Gmina Ełk über Mostołty (Mostolten) bis in die Gmina Biała Piska (Bialla, 1938 bis 1945 Gehlenburg) bei Monety (Monethen) und Rakowo Małe (Köllmisch Rakowen, 1938 bis 1945 Köllmisch Rakau) an der Woiwodschaftsstraße 667 führt. Ein Bahnanschluss existiert nicht.